# Variante B.1.620 del SARS-CoV-2
La variante B.1.620 del virus SARS-CoV-2, también conocida como linaje B.1.620, es una variante del virus responsable de la COVID-19. Fue detectada por primera vez en Lituania en febrero del 2021.

## Estadísticas
| Casos registrados al 14 de noviembre de 2021 (UTC) | Casos registrados al 14 de noviembre de 2021 (UTC) | Casos registrados al 14 de noviembre de 2021 (UTC) | Casos registrados al 14 de noviembre de 2021 (UTC) | Casos registrados al 14 de noviembre de 2021 (UTC) |
| Territorios                                        | Confirmados según PANGOLIN                         | Confirmados según GISAID                           | Confirmados según outbreak.info                    | Confirmados según outbreak.info                    |
| -------------------------------------------------- | -------------------------------------------------- | -------------------------------------------------- | -------------------------------------------------- | -------------------------------------------------- |
| Estados Unidos                                     | 1                                                  | 5                                                  | 21                                                 |                                                    |
| Reino Unido                                        | 5                                                  | 6                                                  | 16                                                 |                                                    |
| Alemania                                           | 10                                                 | 62                                                 | 53                                                 |                                                    |
| Francia                                            | 95                                                 | 127                                                | 115                                                |                                                    |
| Suecia                                             | 1                                                  | 1                                                  | 3                                                  |                                                    |
| Suiza                                              | 20                                                 | 52                                                 | 43                                                 |                                                    |
| España                                             | 0                                                  |                                                    | 3                                                  |                                                    |
| Italia                                             | 2                                                  | 11                                                 | 15                                                 |                                                    |
| Bélgica                                            | 30                                                 | 46                                                 | 28                                                 |                                                    |
| Noruega                                            | 0                                                  |                                                    | 1                                                  |                                                    |
| Lituania                                           | 114                                                | 84                                                 | 169                                                |                                                    |
| Portugal                                           | 5                                                  | 6                                                  | 13                                                 |                                                    |
| Finlandia                                          | -                                                  | 1                                                  | 4                                                  |                                                    |
| Luxemburgo                                         |                                                    | 2                                                  | 3                                                  |                                                    |
| Corea del Sur                                      | 256                                                | 148                                                | 399                                                |                                                    |
| República Checa                                    | 2                                                  |                                                    | 4                                                  |                                                    |
| Filipinas                                          | -                                                  | -                                                  | 2                                                  |                                                    |
| Indonesia                                          |                                                    |                                                    | 1                                                  |                                                    |
| Hong Kong                                          | 2                                                  | 2                                                  | 2                                                  |                                                    |
| Nigeria                                            | 1                                                  | -                                                  | 1                                                  |                                                    |
| Ghana                                              | 1                                                  | -                                                  | 2                                                  |                                                    |
| Angola                                             | -                                                  | -                                                  | 1                                                  |                                                    |
| República Democrática del Congo                    | -                                                  | 1                                                  | 1                                                  |                                                    |
| Camerún                                            | 2                                                  | 8                                                  | 6                                                  |                                                    |
| República del Congo                                | 21                                                 | 50                                                 | 43                                                 |                                                    |
| Benín                                              | -                                                  | 2                                                  | 1                                                  |                                                    |
| Gabón                                              | -                                                  | 2                                                  | 3                                                  |                                                    |
| Guinea Ecuatorial                                  | 2                                                  | -                                                  | 1                                                  |                                                    |
| República Centroafricana                           | 12                                                 | 16                                                 | 19                                                 |                                                    |
| Total de casos a nivel global                      | -                                                  | -                                                  | 999                                                | 999                                                |